# Delo na črno
Zaposlovanje in delo na črno je podredni pojem sive ekonomije. Definicija, ki se je med državami članicami Evropske unije uveljavila kot splošna, pravi, da gre pri delu na črno za sicer po naravi zakonito plačano delo, vendar pa ni prijavljeno javnim avtoritetam. To pomeni, da v delo na črno sicer niso vključene nelegalne oblike dela, (kot npr. preprodaja drog) .

### Opredelitev
Delo na črno je lahko izvedeno v delni ali popolni obliki, in sicer gre pri delni obliki za obliko dela, kjer je le del plače zaposlenega, običajno gre za minimalno plačo, izplačan uradno, drugi del pa zaposleni prejme neposredno in se s tem izogne plačevanju davkov. Popolna oblika dela na črno pa se kaže, kadar od denarja, ki ga prejme zaposleni, niso plačani nobeni davki, zaposleni in delodajalec pa pogosto nimata sklenjene uradne pogodbe o zaposlitvi. Običajno se delo na črno pojavlja na področju gradbeništva, del, ki vključujejo obnavljanje in popravljanje, čiščenje na področju oskrbe otrok in starejših, pa tudi drugje . Delo na črno je v Sloveniji zakonsko definirano v Zakonu o preprečevanju dela in zaposlovanja na črno , ki določa katere dejavnosti sodijo v omenjen pojem, poleg tega pa tudi dejavnosti, ki vanj ne sodijo in organe, ki izvajajo nadzor določb tega zakona.

#### Določbe zakona
V 3. členu Zakona o preprečevanju dela in zaposlovanja na črno  je določeno, da je delo na črno prepovedano, pri tem pa gre za dejavnosti ali delo, ko: 
- pravna oseba opravlja delo ali storitev, ki ni opredeljeno v ustanovitvenem aktu, enako pa tudi, če v zvezi z izpolnjevanjem pogojev, ki so potrebni za izvajanje dejavnosti, nima listin, ki jih zahteva zakon, in so ravno tako določene v ustanovitvenem aktu;
- samozaposlena oseba opravlja delo ali storitev, ki ni vpisana v register, ravno tako pa tudi, če v zvezi z izpolnjevanjem pogojev, ki so potrebni za izvajanje te dejavnosti, nima listin, ki jih zahteva zakon;
- tuja pravna oseba opravlja delo ali storitev v RS, ne da bi podružnico registrirala ali pridobila predpisano dovoljenje;
- pravna oseba s sedežem v članici Evropske unije, Evropskega gospodarskega prostora ali Švice, ki delo ali storitev opravlja v neskladju z zakonom, ki določa storitve na notranjem trgu;
- posameznik opravlja določeno delo ali storitev ne da bi bil vpisan ali brez priglasitve tega dela po tem ali drugih zakonih.

Z istim zakonom je prepovedano tudi omogočanje dela na črno, ki je definirano kot dejanje, pri katerem delodajalec omogoči delo osebi, za katero ve, da opravlja delo na črno, ali  če delodajalec sklene pogodbo o opravljanju dela z drugo pravno osebo, tujim pravnim subjektom, samozaposleno osebo ali posameznikom, za katere ve, da opravljajo delo na črno (4. člen) .
V 5. členu Zakona o preprečevanju dela in zaposlovanja na črno  je določeno tudi zaposlovanje na črno, za kar se šteje, če: 
- delodajalec vključuje v delo posameznike, s katerimi ni podpisal pogodbe o zaposlitvi oz. ga ni prijavil kot opravičenega do obveznih socialnih zavarovanj bodisi ga je v času, ko je delovno razmerje teklo, odjavil iz obveznih socialnih zavarovanj;
- delodajalec vključuje v delo posameznike, s katerimi ni podpisal pogodbe civilnega prava, ki omogoča opravljanje dela oz. ga ni prijavil v obvezna socialna zavarovanja;
- delodajalec, ki z upokojencem ni podpisal pogodbe o opravljanju začasnega ali občasnega dela, kot to določa zakon, ki ureja trg dela;
- delodajalec, ki v delo vključuje dijake in študente, v navzkrižju z določili, ki začasno ali občasno delo le-teh določajo;
- delodajalec v delo vključuje tujca ali osebo, ki nima državljanstva v navzkrižju z določili, ki določajo zaposlovanje le-teh;
- delodajalec, ki z državljanom tretje države nezakonito sklene delovno razmerje.

Prav tako je z Zakonom o preprečevanju dela in zaposlovanja dela na črno  določena tudi prepoved naročanja, objavljanja ali posredovanje oglasov in oglasnih sporočil v časopisih, revijah, na radiu, televiziji in v drugih elektronskih medijih ali na drug način, ki je dostopen javnosti, če pravna oseba, tuj pravni subjekt, samozaposlena oseba, delodajalec ali posameznik ponuja ali oglašuje dejavnosti ali delo, ki se šteje za dela na črno po določbah tega zakona in če delodajalec objavi potrebo po delavcu za delo, ki ni vezano na njegovo registrirano ali priglašeno dejavnost.

#### Nekatere oblike dela, ki jih ne obravnavamo kot delo na črno
Pogosto imamo težave pri določanju, kaj sodi med delo na črno in kaj ne. Določeno je, da v ta pojem ne sodijo npr. sosedska pomoč, sorodstvena pomoč, pa tudi brezplačna pomoč pri delu na kmetijah, planinah in skupnih pašnikih. Sosed tako lahko kot fizična oseba pomaga sosedu kot fizični osebi pri vseh opravilih. Pomembno je torej le, da delo ni vezano na dejavnost, ki jo ima sosed registrirano kot pridobitno dejavnost, poleg tega pa tudi, da je delo opravljeno brez plačila ali drugačnih materialnih koristi. Podobno velja tudi za delo, ki ga oseba opravlja za posameznika, s katerim je v sorodstvenem razmerju. Če torej posameznik neko delo opravlja za svojega sorodnika do tretjega kolena in za svoje delo ne sprejema nikakršnega plačila, tudi tega ne obravnavamo kot delo na črno .
Poleg teh oblik dela kot delo na črno ne obravnavamo tudi nujnega dela, ki se opravlja pri preprečevanju in odstranjevanju rezultatov vsakršnih posledic nesreč, vanj pa se lahko vključujejo tako fizične osebe kot pravne osebe. Tudi prostovoljno in dobrodelno delo ne spada pod oblike dela na črno, je pa takšna oblika dela določena tudi z Zakonom o prostovoljstvu. V skladu z določili tega zakona fizične in pravne osebe opravljajo to prostovoljno delo. Prav tako kot delo na črno ne obravnavamo osebnega dopolnilnega dela .

### Sankcije
V Sloveniji so za uveljavljanje določil Zakona o preprečevanju dela in zaposlovanja na črno zadolžene zlasti naslednje inštitucije: 
- Finančna uprava RS;
- Tržni inšpektorat RS;
- Inšpektorat RS za promet, energetiko in prostor;
- Inšpektorat RS za delo [3].

### Vzroki
Kot glavne vzroke zaposlovanja in dela na črno štejemo pomanjkanje ustreznih delovnih mest, neustrezna socialna oskrba, delovnopravne ureditve, s katerimi se ljudje ne strinjajo ter premajhna socialna podpora tistim, ki niso zaposleni . Vsekakor pa je vzrokov za nastanek obravnavanega pojava mnogo več in jih lahko razdelimo na socio-ekonomske oz. tržne, institucionalne ter individualne vzroke.

#### Socio-ekonomski in tržni vzroki
Previsoke cene za delovno silo, primanjkovanje delovnih mest, rigidnost trga dela, poceni delovna sila  so le nekateri od socio-ekonomskih vzrokov za nastanek dela na črno. Delo na črno se je pojavilo tudi kot posledica tranzicije npr. ob vstopu v EU, ko je na novo sprejetih mnogo delovnopravnih reform, ljudje pa nanje niso pripravljeni .
Kot lahko sklepamo na podlagi raziskave s tega področja, ki je  bila izvedena v državah članicah EU  leta 2007, je v Sloveniji najpogostejši vzrok nezadovoljstvo s plačami (ki so prenizke), kot drugi najpogostejši razlog pa se je izkazalo primanjkovanje delovnih mest.  Prav tako k razvoju sive ekonomije prispeva skrajševanje delovnega časa, saj s tem posamezniki pridobijo več prostega časa, ki ga lahko namenijo za delo na črno .
Podobno  na razvoj dela na črno vpliva tudi zgodnejša upokojitev. Delodajalci se za zaposlovanje na črno odločajo, da bi se izognili zahtevam, npr. minimalni plači, maksimalnemu številu ur itd. Pomemben dejavnik je tudi število tujih investicij, saj naj bi v sektorjih, financiranih s strani tujih investitorjev, manj tolerirali sivo ekonomijo. Svoj pomen pri nastanku sive ekonomije pa imajo tudi socialne mreže – večja kot je naša socialna mreža, boljše možnosti imamo, da delo na črno najdemo in se vanj tudi lažje vključimo. Na Nizozemskem so se pojavile celo posamezne agencije (v velikem številu so neregistrirane), ki delodajalcem urejajo neformalno delovno silo .

#### Institucionalni in individualni vzroki
Institucionalni vzroki se nanašajo predvsem na zaupanje javnosti državnim oblastem – če se ugotovi, da so tudi javni uslužbenci vključeni v sivo ekonomijo, se zaupanje v organe državne oblasti zmanjša, ljudje ne zaupajo, da bodo dohodki v državi res uporabljeni za namen, kakršen je bil sprva predviden, zato se odločijo, da prispevkov ne bodo plačevali . Kot institucionalni vzrok pa štejemo tudi birokracijski sistem z velikim številom tudi nesmiselnih pravil, ki ljudi ne spodbujajo k urejanju ustreznih dokumenotv. Tudi omejeno število delovnih ur spodbuja delo na črno, saj posamezniki, ki bi radi več zaslužili, ne morejo tega napraviti na legalen način, zaradi česar poiščejo delo na črno .
Ne glede na vse pa je sprejetje dela na črno odvisno od vsakega posameznika, njegovih prepričanj, socialnega statusa, izobrazbe, želje po pridobivanju novih spretnosti, finančnega stanja, iz česar vse izhajajo individualni vzroki .

### Posledice

#### Pozitivne posledice
Ne glede na to, da je pojav zaposlovanja in dela na črno sicer negativen pojem, pa ima tudi pozitivne posledice. Posameznikom lahko delo na črno ponuja zadovoljstvo, saj lahko z njim izboljšajo svoj ekonomski status. Delo na črno je tudi bolj fleksibilno, kar ponuja tudi vzrok za nastanek novih tržnih priložnosti. Pogosto se na tem področju uspe obdržati le najbolj iznajdljivim posameznikom, ki nato svoja podjetja pogosto prijavijo, da lahko svoje dejavnosti razširijo. Siva ekonomija je tako lahko dobro izhodišče za iznajdljive posameznike, ki na področju neformalnega dela pridobijo ustrezne izkušnje za nadaljnje delo. Pojav je ugoden tudi z vidika vključevanja v družbo, zlasti posameznikov, ki so dlje časa brezposelni. V času recesije, ko največ ljudi ostane brez dela, delo na črno na nek način stabilizira posledice, ko formalno delo ne more več zagotoviti dela celotni delovnih sili – takrat največ ljudi sprejme delo na črno. Ugodne posledice občutijo tudi delodajalci, saj neformalni delavci kažejo večjo fleksibilnost,  jih manj obvezujejo ter zanje predstavljajo tudi nižje stroške .

#### Negativne posledice
Vsekakor pa je potrebno poudariti, da pozitivne posledice ne odtehtajo vseh negativnih posledic, ki jih imajo za posameznike in družbo. 
Problem zaposlovanja in dela na črno je, da posamezniki, ki ga opravljajo, ne prispevajo v državne blagajne, iz katerih se financirajo socialne in druge storitve, kot so šolstvo, zdravstvo, porodniške, otroški dodatki, kar pomeni, da morajo drugi prispevati toliko več, da se ohrani socialna država. Delo na črno je problem, ker prinaša pomanjkanje delovnih mest, pri tem pa tudi manj možnosti za podjetne priložnosti. Delo ne predstavlja socialne varnosti, pri tem pa je pokojninska in zdravstvena blagajna vedno bolj oslabljena. Pojav prinaša tudi utajo davkov in prispevkov ter dostop do otroških dodatkov, štipendij, tistih, ki do njih niso upravičeni, pri čemer sredstva prispevajo drugi .
Delo na črno posameznikom, ki so vanj vključeni, povzroča dodaten stres, pogosto izostajajo iz svojih rednih delovnih mest, so manj motivirani pri rednem delu. Gre za kršenje zakonov, ki na nek način kaže sprejemljivost do nepoštenosti. S tem se ustvarjajo neenaki pogoji za posameznike, ki se ravnajo v skladu z zakonom .
Ministrstvo za delo, družino, socialne zadeve in enake možnosti  kot posledice dela na črno za posameznika navaja odsotnost obveznega zdravstvenega zavarovanja, posameznik ni zavarovan v primeru, da bi se mu ob opravljanju dela zgodila nezgoda ali poklicna bolezen, zaradi česar bi v primeru nezmožnosti ostal brez nadomestila oz. zaposlitve, zaradi pogosto manj nadzorovanih pogojev dela je izpostavljen večji nevarnosti nesreč. Poleg tega je izpostavljen večjemu tveganju za izgubo dela, nima pa tudi nikakršnega pravnega zagotovila, da bo za delo, ki ga opravlja, dejansko prejel plačilo. Pri tem tudi nima pravice do odpravnine, letnega dopusta, regresa za letni dopust, regresa za prehrano, povrnitve potnih stroškov in do nadomestila v primeru brezposelnosti. Nenazadnje pa se posamezniku, ki opravlja delo na črno, le-to ne šteje v delovno dobo, kar pomeni, da se tudi ne bo upoštevalo pri pokojnini.
Z nastopom dela na črno je ogrožen pravni red, zaradi tega pa se pojavljajo tudi konflikti. Siva ekonomija onemogoča realen vpogled v trenutno ekonomsko situacijo, zaradi česar se lahko sprejemajo napačni ukrepi . Povzroča tudi pomanjkanje v državnem proračunu, zaradi česar se sprejmejo ukrepi za višjo obdavčitev za tiste, ki so sicer pri svojem delu pošteni. Delo na črno povzroča tudi razdeljevanje družbe na posamezne skupine. Vzpostavlja se tudi neenakost, ko delodajalci namesto realno brezposelnih zaposlijo nekoga, ki ima sicer neformalno zaposlitev. 
Negativna posledica dela na črno je tudi ta, da se lahko posamezniki, ki so poleg svoje neformalne zaposlitve tudi redno zaposleni, v času, ko njihova redna zaposlitev ne poteka in opravljajo svoje delo na črno, ne odpočijejo, zaradi česar so manj učinkoviti na svojem delovnem mestu .